# JEDEC
JEDEC Solid State Technology Division, in passato conosciuta come Joint Electron Device Engineering Council (JEDEC), è l'organismo di standardizzazione dei semiconduttori della Electronic Industries Alliance (EIA), associazione che rappresenta tutte le aree dell'industria elettronica e il NEMA.
Lo JEDEC fu fondato nel 1958 per la standardizzazione dei semiconduttori discreti e poi dal 1970 anche per i circuiti integrati.
JEDEC conta più di 300 membri, tra cui alcune delle più grandi industrie del settore.

## Storia
La prima riunione dello JEDEC avvenne il 26 settembre 1958 a Williamsburg in Virginia. Presiedevano l'incontro Virgil M. Graham della EIA e Joseph F. Miller per la NEMA alla presenza delle più importanti industrie del settore di allora, tra cui: Texas Instruments, Bell Telephone Laboratories, General Electric Company, e Radio Corporation of America.
Vennero realizzati due gruppi di lavoro: uno per i tubi elettronici e un altro per i dispositivi a semiconduttore.

## Attività
Lo JEDEC si occupa di creare standard comuni in numerose campi dell'elettronica. Solo per fare qualche esempio:
- i package dei circuiti integrati;
- le memorie RAM dei personal computer (DDR SDRAM, DDR2) e delle schede video (GDDR).

## Politica degli standard
JEDEC ha già adottato il principio degli standard aperti, che consentono a tutte le aziende interessate di produrre liberamente secondo gli standard accettati. Ciò svolge diverse funzioni vitali per lo sviluppo della tecnologia elettronica. Innanzitutto, tali standard garantiscono la compatibilità tra i diversi componenti elettrici. Gli standard JEDEC non proteggono i membri dai normali obblighi di brevetto. I rappresentanti designati delle aziende associate a JEDEC sono tenuti a divulgare i brevetti e le domande di brevetto di cui sono a conoscenza, a condizione che le informazioni non siano considerate proprietarie.

## Partecipanti
A partire dal 2023, JEDEC avrà un totale di 365 membri.
Tra questi vi sono grandi aziende, tra cui:
- ABB
- Adata
- Airbus
- Alibaba
- AMD
- Apple
- ARM
- BAE Systems
- Boeing
- Bosch
- Broadcom
- Buffalo
- Canon
- Cirrus Logic
- Corsair
- Cisco Systems
- Dell
- DJI
- Ericsson
- Foxconn
- Fujitsu
- Garmin
- GE Healthcare
- Gigabyte
- GlobalFoundries
- Google
- G.Skill
- Hewlett Packard Enterprise
- Honeywell
- Honor
- HP Inc.
- Huawei
- Kingston Technology
- Kioxia - ex Toshiba Memory Corporation
- Kyocera
- IBM
- Infineon
- Intel
- Lenovo
- LG
- Marvell
- MediaTek
- Meta
- Micron
- Microsoft
- Mitsubishi Electric
- National Instruments
- NEC
- NetApp
- NIO
- Nokia
- Northrop Grumman
- NVIDIA
- NXP Semiconductors
- Oppo
- Oracle
- Panasonic
- Qualcomm
- Realtek
- Ricoh
- Rohde & Schwarz
- Samsung Electronics
- SK Hynix
- Sony
- STMicroelectronics
- Tektronix
- Texas Instruments
- Thermo Fisher Scientific
- Transcend
- TSMC
- UNISOC
- Volkswagen
- Western Digital
- Xiaomi
- ZTE